# Битка код Немеје
Битка код Немеје (394. п. н. е.) била је битка између Спарте с једне стране и Аргоса, Атине, Коринта и Тебе с друге стране. Битка је била део Коринтског рата, а водила се у сувом кориту реке Немеје. У тој бици Спарта је однела велику победу, а заједно са каснијом битком код Коронеје показало се да савезници нису у стању да победе спартанску фалангу.

## Позадина
Коринтски рат је почео 395. п. н. е. Након почетних непријатељстава у северозападној Грчкој Спарта је напала територију Беотије, али Теба је победила Спарту у бици код Халијарта. Атина, Теба, Коринт и Аргос формирали су антиспартански савез. Савезници су се 394. п. н. е. окупили у Коринту, а понесени претходном победом намеравали су да пренесу рат на Пелопонез. Спарта је позвала Агесилаја II да се врати из Азије. Спартанску војску предводио је Аристодем. Савезничка војска чекала је у Коринту да се донесе одлука ко ће бити заповедник. Пре него што је савет у Коринту донео одлуку спартанска војска је већ пљачкала и палила на територији Коринта. Савезници су послали војску усусрет спартанској војсци, па су се две војске среле близу сувог корита реке Немеје.

## Бројно стање и почетни распоред снага
Према Диодору од Сицилије спартанска војска имала је 23.000 војника и 500 коњаника. Савезничка војска имала је више од 15.000 војника и 500 коњаника. Ксенофонт даје нешто различито бројно стање две војске. Спартанска војска по Ксенофонту састојала се од:
- 6.000 спартанских хоплита
- 3.000 хоплита из Елеје, Трифилије
- најмање 3.000 хоплита ит Епидаура, Трезена, Хермиона и Халијеја
- 500 хоплита из Сикиона
- 300 критских стрелаца
- 400 праћкаша
- 600 коњаника

Са савезничке стране било је:
- 6.000 атинских хоплита
- 7.000 аргивских хоплита
- 3.000 коринтских хоплита
- 3.000 хоплта са Еубеје
- 5.000 беотских хоплита
- 1.500 коњаника

Спартанци су били распоређени на десном крилу. На противничкој страни дошло је до прерасподеле. Беоћани су најпре били распоређени на левом крилу насупрот Спартанцима, па су оклевали да започну битку. Међутим када су Атињани дошли на лево крило насупрот Спартанцима, а Беођани на десно крило насупрот Ахајцима одлучили су се да одмах нападну.

## Битка
Десна крила обе војске су боље пролазила, а то је и иначе било уобичајено за хоплитске битке. Беоћани су први скретали удесно настојећи да обухвате Ахајце. Пошто су они скренули надесно Атињани са левог крила морали су да се помичу удесно, па су били изложенији нападу Спартанаца. Спаратнце је најпре спречао нераван терен, а када су пришли имали су предност јер су могли лако да обухвате Атињане. Спартанци су у исто време надвладали атинску војску, која се налазила испред њих, а успели су и да их обухвате са десне стране. Део Атињана, који је био више распоређен према средишту побеђивао је Тегејце. С друге стране Спартанци су победили на десном крилу побивши много Атињана. Готово без губитака кретали су се даље гањајући атинску војску и нашли су се иза 4 преостала батаљона Атињана. Спартанци су се након тога сукобили са победничким савезничким снагама са леве стране, најпре Аргивцима, које су пропустили, па су напали њихове небрањене стране и побили многе од њих. Након тога Спартанци су разбили Коринћане и Тебанце. Савезници су се повукли у Коринт. Према Диодору са Сицилије погинуло је 1.100 Спартанаца и 2.400 Беоћана и њихових савезника.

## Последице
Беотски савезници су се повукли у Коринт. Иако су победили Спартанци нису могли да искористе победу и да прођу крај Коринта и уђу у централну Грчку. Због тога су се вратили кући. Након неколико месеци неактивности када се спартански краљ Агесилај II вратио из Азије одиграла се битка код Коронеје. Спарта је поново победила и показало се да је Спарта у великој предности на копну, да савезници нису у стању да победе спартанску фалангу на бојном пољу.